# شهرستان لبدیانسکی
شهرستان لبدیانسکی (به لاتین: Lebedyansky District) یک شهرستان در روسیه است که در استان لیپتسک واقع شده‌است.